# Spighe

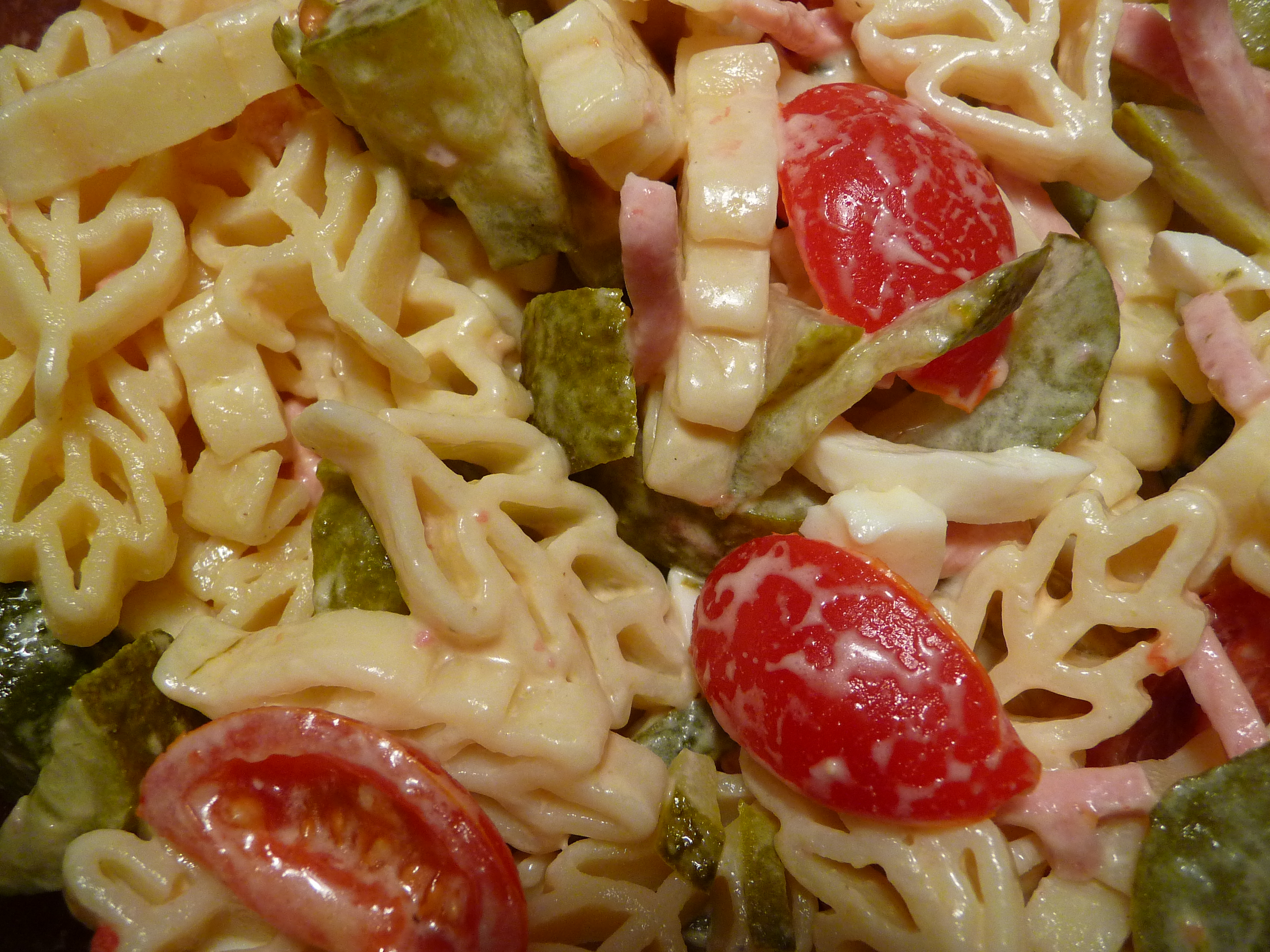
Sałatka z użyciem spighe

Spighe (od włoskiego spiga - kłos) - rodzaj włoskiego makaronu o wyglądzie imitującym gałązkę z listkami lub kłos. Używany najczęściej do zapiekanek lub sałatek makaronowych.